# Сводная Михайловско-Константиновская батарея
Сводная Михайловско-Константиновская батарея — первая артиллерийская часть Добровольческой армии.
Батарейный праздник: 25 сентября, день св. Сергия Радонежского

## История

### Формирование
Ликующим кликом врагу возвестили,

Что им не осилить Петроградских юнкеров.

За Замок Инженерный мы им отомстили

Ударом могучих штыков.
Пусть льются потоки — мы их не боимся

О серую грудь разобьётся волна,

Могучей стеною мы как скалы сплотимся
 
Нам Богом победа дана.
Падите ж твердыни — идут исполины
 
На смерть, на погибель большевистским полкам.
 
Корнилова движутся лихие дружины -
 
Дорогу молодым юнкерам.
Избитой России несём мы свободу;
 
Пусть верят юнкерам Петроградским своим.
 
Великою клятвою Русскому Народу
 
Клянёмся, что мы победим.
Сформирована 19 ноября 1917 года в Новочеркасске, в помещении Мужской гимназии имени атамана Платова капитаном Н. А. Шоколи из юнкеров-артиллеристов 2-го взвода Юнкерского батальона и прибывших из Петрограда по поддельным казачьим документам юнкеров Константиновского и Михайловского артиллерийских училищ. К концу ноября насчитывала 250 человек (из них 60 михайловцев и 190 константиновцев).

### Первый бой под Ростовом
27 ноября батарея без орудий, переформированная в роту из четырёх взводов, получив пулемёты, выехала из Новочеркасска на помощь отряду полковника И. К. Хованского, оборонявшему станцию Кизитеринка и станицу Александровскую. Командиром оставался капитан Шоколи, но действиями батареи в пехотном строю командовал поручик Костандов. Должности взводных и полуротных командиров заняли присланные пехотные офицеры. Паровозом вместо сбежавших машинистов управляли два юнкера. На позиции батарея сменила Юнкерский батальон, выведенный в резерв. По указанию Шоколи открытая платформа была блиндирована шпалами и вооружена пулемётами.
28 ноября 1-я полурота (константиновцы, 1-й взвод под командой штабс-капитана князя Баратова и портупей-юнкера Неклюдова и 2-й взвод под командой прапорщика Горбачёва и портупей-юнкера Бурмейстера) повела наступление на кирпичный завод акционерного общества «Аксай» на окраине Нахичевани, однако ввиду подавляющего численного преимущества противника атака была остановлена. В ночь на 29 ноября в Новочеркасск были отправлены раненые и группа юнкеров под командованием подпоручика Давыдова (5 юнкеров и вахмистр княжна Черкасская), которой было поручено добыть в Запасном Донском дивизионе два орудия.
29 ноября в наступление перешла 2-я полурота (3-й взвод, константиновцы, под командой штабс-капитана Виноградова и портупей-юнкера Галицинского и 4-й взвод, михайловцы, под командой подпоручика Гагемана и портупей-юнкера Суханова), но к вечеру также вынуждена была отступить, потеряв двух человек убитыми и тридцать двух ранеными (трое впоследствии скончались от ран). Ночью батарея отошла на станцию и в следующие два дня участия в боях не принимала.
30 ноября при батарее был сформировал бомбомётный взвод под командой портупей-юнкера Иегулова. В тот же день из Новочеркасска прибыла 2-я запасная Донская батарея, к орудиям одного из взводов которой из-за ненадёжности казаков приставили прислугу из юнкеров. Также из личного состава был выделен почётный караул для охраны вагона прибывшего в расположение отряда генерала Каледина.
1-2 декабря блиндированный поезд, бомбомётная команда и юнкера, обслуживавшие казачьи орудия, участвовали во взятии Ростова. Жители Ростова преподнесли им подарок в 10 тыс. рублей. До 6 декабря батарея стояла в центре Ростова, в женской гимназии Берберовой, после чего вернулась в Новочеркасск. За время боёв батарея потеряла убитыми 5 юнкеров и ранеными 5 офицеров и 29 юнкеров.

### Переформирование
9 декабря батарея получила два полковых орудия образца 1900 года самовольно покинувшей турецкий фронт 39-й артиллерийской бригады, захваченные отрядом офицеров и юнкеров под командованием лейтенанта флота Е. Н. Герасимова в селе Лежанка Ставропольской губернии. Батарея пополнилась офицерами-артиллеристами.

Во время нашего пребывания в Ростове командование узнало, что в селе Лежанка Ставропольской губ., в 18-ти верстах от Донской области, расположилась часть самовольно ушедшей с «Турецкого фронта» 39-й артиллерийской бригады. С разрешения атамана туда была послана группа конных юнкеров артиллеристов под командой поручика Давыдова. Для «маскировки под казаков» к нам добавили юнкеров казачьего училища. Начальником экспедиции был лейтенант Герасимов.

После двухдневного похода отряд ночью проник в село, снял караул в батарейном парке и, будя по хатам ездовых, заставил их заамуничивать и запрягать лошадей. К рассвету из села выступили два орудия образца 1900 года, 4 зарядных ящика со снарядами и телефонная двуколка. Несмотря на организованное Дербентским полком преследование, отряд благополучно вернулся в Новочеркасск и сдал добычу в первую артиллерийскую часть Добр.Армии - Михайловско-Константиновскую юнкерскую батарею.— Иван Лисенко. Записки юнкера 1917-го года
В середине декабря 1917 года батарея была включена в 1-й Отдельный лёгкий артиллерийский дивизион (командир — полковник С. М. Икишев) и переименована в 1-ю юнкерскую (Михайловско-Константиновскую) батарею. 14 декабря командиром батареи назначен подполковник 31-й артиллерийской бригады Д. Т. Миончинский, старшими офицерами — капитан Глотов и штабс-капитан Князев. Батарея приведена в состав двух двухорудийных взводов. Пешая команда (командир поручик Н. Боголюбский) из юнкеров, не вошедших в расчёты, несла караульную службу на объектах города. Были также созданы команды разведчиков (командир подпоручик Давыдов), телефонистов (командир портупей-юнкер Александрин), пулемётный взвод (2 пулемёта, командир подпоручик Гагеман) и хозяйственная служба (начальник капитан Межинский).
Перед Рождеством при батарее была создана подрывная команда под командой поручика инженерных войск Ермолаева.

### Поиски орудий
4 января 1918 года сводный отряд 1-го дивизиона в количестве 54 человек (в том числе 7 офицеров и 14 юнкеров 1-й батареи с одним пулемётом) под командой штабс-капитана Беньковского отправился за орудиями в Екатеринодар, однако из-за предательства казачьего полковника Фесько был арестован на станции Тимашёвской и помещён в Новороссийскую тюрьму. Посланные им на выручку штабс-капитан Межинский и портупей-юнкер Пассовский ничего не смогли сделать.
5 января 1-я батарея выделила 13 унтер-офицеров и юнкеров в сводный отряд под командой лейтенанта Герасимова, высланный для поддержки группы полковника Корвин-Круковского в Царицыне. Однако отряд смог добраться только до станции Чир.
Третье орудие, обр. 1902 года, юнкера хитростью добыли 9 января у казаков. Батарея позаимствовала у запасной казачьей батареи орудие для похорон юнкера Малькевича, умершего от ран, полученных под Ростовом. После похорон орудие казакам не вернули. В ответ на претензии казаков юнкера ответили, что они «не умеют собрать орудие». Захваченное орудие было передано под командование штабс-капитану А. А. Шперлингу и получило название 1-го («похоронного») орудия.
10 января командир батареи и штабс-капитан Шперлинг со взводом юнкеров отправились в расположение Запасного Донского дивизиона и вывезли оттуда 3 орудия, снаряды и амуницию. Однако казаки воспротивились реквизиции, и командование дивизиона приказало захваченные орудия вернуть.

### Бои в январе 1918 года
14 января 1-й взвод батареи («похоронное» орудие под командой штабс-капитана Шперлинга и одно орудие образца 1900 года под командой поручика Казанли) был направлен поддерживать партизанский отряд Чернецова, который вёл бои к северу от Новочеркасска. 27 января 2-й взвод, т. е. третье орудие (образца 1900 года), под командой поручика Давыдова был отправлен поддерживать Таганрогский отряд полковника Кутепова, туда же ещё в начале месяца была отправлена подрывная команда Ермолаева (в полном составе погибла на станции Матвеев-Курган). 2-3 февраля 2-й взвод участвовал в боях под Батайском, а 9 февраля — в боях в Темернике.

### Дальнейшая история
В начале 1-го Кубанского похода в станице Ольгинской, при переформировании Добровольческой армии, батарея была переименована в 1-ю офицерскую - потому что юнкера артиллеристы были произведены в офицеры. В середине марта 1918 года дивизион был расформирован. 1-я офицерская батарея, к которой была присоединена 4-я батарея, стала именоваться 1-й отдельной батареей. Батарея была придана 1-й бригаде, а с начала июня 1918 вошла в состав 1-й пехотной дивизии. 8 июля 1918 года, после формирования второй батареи, развернулась в 1-й Отдельный лёгкий артиллерийский дивизион. 7 августа 1918 года 1-я батарея названа 1-й генерала Маркова батареей.

## Флаг
Чёрный с золотой литерой «М» и золотыми скрещёнными пушками.

## Отличия
12 июня 1920 года главнокомандующий ВСЮР П. Н. Врангель наградил (приказ № 3314) Генерала Маркова батарею серебряными трубами с лентами ордена св. Николая Чудотворца «в воздаяние воинской доблести, отменного мужества и беззаветного самоотвержения, проявленных в Северной Таврии с 25 мая сего года за освобождение Родины от врагов».